# Focke-Achgelis Fa 223
Il Focke-Achgelis Fa 223 Drachen ("Drago" in tedesco) fu un elicottero medio da trasporto prodotto dall'azienda tedesca Focke-Achgelis & Co., GmbH nei primi anni quaranta ed uno dei primi elicotteri operativi al mondo.
Nonostante avesse raggiunto lo stadio produttivo, a causa delle pesanti incursioni aeree alleate, fu prodotto in un numero molto ridotto di esemplari ed ebbe un limitato impiego operativo nei reparti da trasporto della Luftwaffe nel corso della Seconda guerra mondiale.
Lungo 12 m e dotato di due rotori affiancati controrotanti propulsi da un motore radiale da 1 000 shp collocato al centro della fusoliera, era in grado di raggiungere una velocità massima di 175 km/h (182 km/h secondo altri rilevamenti) ed una quota di tangenza di circa 7 100 m. Poteva trasportare carichi fino a circa 1 000 kg ad una velocità di crociera di 121 km/h e 2 440 m di altezza.

## Storia del progetto
Nel 1936, la costruzione dell'elicottero sperimentale Fw 61 impressionò fortemente il Ministero dell'Aria tanto da suggerire allo stesso Henrich Focke di creare una nuova società specificatamente dedicata allo sviluppo di elicotteri con maggiori capacità di carico: nel 1937 Focke insieme al pilota Gerd Achgelis insediò a Delmenhorst la nuova industria Focke-Achgelis, avviando la costruzione dei nuovi velivoli l'anno successivo.
Le esperienze acquisite con l'Fw 61 consentirono di arrivare rapidamente alla costruzione di una versione ingrandita, l'Fa 226 Hornisse che era ora in grado di trasportare 6 persone; la costruzione del propulsore, trasmissione e mozzo del rotore fu affidata alle fabbriche BMW di Berlino. L'Fa 226, ordinato nel 1938 dalla compagnia aerea Deutsche LuftHansa (DLH), fu il primo elicottero da trasporto al mondo.
Nel 1939, prima che il prototipo civile potesse compiere il suo primo volo, il velivolo fu ridenominato dal Reichsluftfahrtministerium (RLM), il Ministero dell'Aria tedesco, in Fa 223, aprendone così la strada ad un impiego militare. La stessa Kriegsmarine sembrò nutrire un qualche interesse nel nuovo mezzo vedendolo come una possibile alternativa delle S-boote.
Nel settembre dello stesso anno il primo prototipo, denominato V1, si sollevo dal campo della fabbrica di Delmenhorst: a differenza dell'Fw 61, l'elicottero disponeva di un vano di carico dedicato e cabina totalmente chiusa; manteneva la configurazione a due rotori affiancati con un singolo motore BMW-Bramo montato al centro del telaio tubolare in acciaio.
I primi test di volo evidenziarono una serie di problemi meccanici della macchina: il motore inizialmente previsto, il BMW-Bramo 323D si dimostrò eccessivamente inaffidabile ad elevati regimi di rotazione, e fu per questo sostituito nei successivi prototipi con il più robusto e potente BMW-Bramo 323Q3 (designato successivamente BMW 301R) da 1 000 hp. Un altro difetto era costituito dalle forti vibrazioni che interessavano gli alberi dei rotori quando questi si trovavano a girare fuori fase, situazione che richiedeva, per una sua soluzione, una particolare cura nella costruzione dell'impianto propulsivo da parte della BMW.

### Primo volo
Il primo volo del prototipo V1 avvenne il 3 agosto 1940, dopo 100h di test a terra e voli vincolati. Nell'ottobre dello stesso anno l'elicottero volo nell'area di prova di Rechlin dove stabilì nuovi primati raggiungendo una velocità massima di 182 km/h, velocità di salita 528 m/min e quota di tangenza di 7 100 m.
Fu stipulato un contratto per la produzione di 100 unità; queste avrebbero dovuto, nelle intenzioni iniziali, coprire 5 possibili varianti di seguito elencate.
- Fa 223A: per la lotta antisommergibile, in grado di trasportare 2 bombe da 250 kg od equivalenti in cariche di profondità.
- Fa 223B: da ricognizione, dotato di un serbatoio addizionale sganciabile per il carburante.
- Fa 223C: da ricerca e soccorso, equipaggiato con verricello elettrico.
- Fa 223D: da trasporto, in particolare per il rifornimento delle truppe in zone impervie come in montagna.
- Fa 223E: da addestramento, a doppia guida.

Nel febbraio 1941, il prototipo V1 fu perso in un incidente causato da un guasto a bassa quota senza che fosse possibile un atterraggio di emergenza in autorotazione.
Con la costruzione del secondo prototipo V2, si introdusse la cabina di guida totalmente vetrata ed una mitragliatrice MG 15 sul muso manovrata dall'osservatore; ebbe comunque vita breve in quanto fu di lì a poco distrutto da un bombardamento alleato.

#### Il prototipo V3: la versione finale
Il prototipo V3 rappresentò la versione definitiva del Fa 223. Si cancellarono definitivamente dai piani di costruzione le molteplici versioni previste per le varie destinazione operative, facendo riferimento ad un solo modello multiruolo Fa-223E, che oltre ad incorporare la doppia guida, presente solo nei modelli da addestramento, era equipaggiato con:
- ricetrasmettitore FuG 107;
- radioaltimetro FuG 101;
- mitragliatrice MG 15 di prua;

A seconda delle necessita si potevano integrare:
- un verricello elettrico per il sollevamento, montato sul pavimento della fusoliera e dotato di dispositivo a sganciamento rapido del carico;
- una telecamera per la fotoricognizione manovrata manualmente ed installata sul pavimento del vano di carico;
- un serbatoio sganciabile da 300 l;
- 2 bombe SC 250 o equivalente peso in cariche di profondità;

La struttura della macchina rimase inalterata: telaio tubolare in acciaio rivestito con tessuto trattato per rendere più rapide le riparazioni e interno suddiviso in 4 sezioni: coda, motore, vano carico, cabina con pilota ed osservatore affiancati, quest'ultimo posto alla sua destra.
Il propulsore dotato di compressore volumetrico era collocato al centro e tenuto in posizione da un fascio di cavi in acciaio mentre la scatola del cambio e la ventola di raffreddamento erano collocate di fronte ad esso. Tra la sezione di carico e la parete antifiamma del vano motore era presente una fessura di 20 cm, aperta superiormente, e protetta da una griglia metallica per l'immissione dell'aria di raffreddamento che, passando attraverso il motore, usciva attraverso un'analoga apertura anulare posteriore.
Da ciascun lato della fusoliera si estendeva, all'interno di una traliccio metallico, un albero d'acciaio che metteva in rotazione il rotore tripala in legno con anima in acciaio di 12 m di diametro. I mozzi dei due rotori controrotanti erano collocati ad una distanza di 12,5 m l'uno dall'altro, garantendo così l'assenza di incroci fra le pale in moto.
L'elicottero poteva trasportare fino ad 4 soldati nel vano di carico ed altri 8, esternamente, su altrettanti sedili predisposti alla base dei due tralicci metallici.
Il sistema di governo dell'elicottero si componeva di una barra di comando per il controllo longitudinale per mezzo della variazione ciclica dell'angolo di attacco e di quello laterale per mezzo di un differente variazione collettiva dell'angolo di attacco delle pale dei due rotori. Vi era poi una barra del collettivo per il controllo della portanza e dunque della spinta verticale esercitata dall'elicottero.
L'imbardata veniva gestita attraverso la pedaliera: non essendovi un rotore anticoppia di coda, questa agiva su una differente variazione ciclica dell'angolo di attacco delle pale dei due rotori ed alla manovra contribuiva l'azione contemporanea del timone verticale di coda.
Una manopola consentiva la regolazione dell'angolo d'attacco dell'equilibratore, angolo che veniva modificato automaticamente da un dispositivo nel caso si rendesse necessario un atterraggio di emergenza in autorotazione per guasto al motore.
Uno dei principali difetti dell'Fa 223 risiedeva nell'architettura del collettivo che non consentiva una regolazione continua dell'angolo di attacco delle pale, bensì disponeva unicamente di due posizioni regolabili solamente a terra, una per il funzionamento normale ed una in caso di atterraggio in autorotazione: la spinta verticale dipendeva quindi dalla sola potenza del motore rendendo la macchina meno reattiva, riducendone conseguentemente la sicurezza, la manovrabilità e le prestazioni, in particolare in hovering, a bassa quota e sottovento. A causa di questa lentezza di risposta il pilotaggio di un Fa 223 richiedeva notevoli capacità ed esperienza da parte dei piloti.
Solamente in 2 modelli, il V13 e V16 si introdusse in via sperimentale, a fianco della manetta, un collettivo vero e proprio; fu progettato, senza avere un effettivo impiego operativo, un dispositivo automatico avente la funzione di mantenere costante la velocità del motore.

### Produzione
La produzione in serie dell'Fa 223 fu avviata nella fabbrica di Delmenhorst nel 1942. Nel giugno dello stesso anno l'impianto fu duramente colpita da una raid alleato e ciò provocò la distruzione dei due prototipi esistenti e dei primi 7 Fa 223 di preproduzione che erano in fase di completamento.
Nonostante fossero stati compiuti sforzi per riattivare la produzione, questa fu spostata nel 1943 nel nuovo stabilimento di Laupheim, nei dintorni di Stoccarda. Il primo elicottero che uscì dalla catena di montaggio, il V11, pilotato da Karl Bode, eseguì una serie di prove di volo per la realizzazione di filmati informativi che compresero ad esempio il sollevamento di un ricognitore Fieseler Fi 156 Storch, la fusoliera di un Messerschmitt Bf 109, un motore da una tonnellata ed una jeep Kübelwagen.
Nell'estate del 1944, il Reichsluftfahrtministerium (RLM) sottopose l'elicottero ad una serie di prove volte a determinare le potenzialità di trasporto in zone montuose ed in ogni condizione ambientale. I test furono svolti a Mittenwald vicino a Innsbruck, presso la locale scuola di addestramento da montagna impiegando il modello V16 e con il V14 presente come riserva: entro la fine di ottobre 1944 furono compiuti complessivamente 83 voli con atterraggi ad altitudini di 1 350 m s.l.m. fino a 2 300 m s.l.m. e prove di trasporto di pezzi di artiglieria da montagna.
Nel luglio 1944 la fabbrica di Laupheim fu distrutta da un bombardamento determinando un blocco completo della produzione del velivolo che, per quella data, aveva già realizzato 8 apparecchi di cui l'ultimo, il V18, pronto per essere consegnato; vi erano inoltre 13 elicotteri in costruzione e materiale sufficiente alla realizzazione di altri 19. Nell'autunno 1944 l'intera linea di produzione, con una capacità potenziale di 400 unità al mese, fu trasferita all'aeroporto Tempelhof di Berlino e lì rimase fino alla fine della guerra producendo solamente un elicottero.
Complessivamente furono realizzati durante il conflitto 20 Fa 223 dei quali solamente 10 od 11 volarono effettivamente, per un ammontare totale di circa 400 h di volo e 9 985 km. Nel maggio 1945 due di essi, il V14 e V15, furono recuperati dagli americani a Ainring, sede del Transportstaffel 40, ed inviati in Inghilterra ed USA per prove di valutazione.

## Impiego operativo

### Operazione Quercia, 12 settembre 1943 (cancellato)
È poco noto ma l'Fa 223 V12 fu il velivolo che secondo i piani predisposti per l'operazione Quercia avrebbe dovuto trarre in salvo Mussolini dalla prigione di Campo Imperatore sul Gran Sasso. Tuttavia un guasto meccanico occorso all'ultimo momento fece ripiegare all'utilizzo di un Fieseler Fi 156 Storch.

### Salvataggio di alpinisti sul Monte Bianco
Il modello V12 fu inviato sul Monte Bianco per tentare il salvataggio di 17 alpinisti bloccati nella neve; sfortunatamente la rottura dell'albero motore provocò la distruzione del rotore costringendo il velivolo ad un rovinoso atterraggio e conseguente morte dell'equipaggio.

### Recupero di un Dornier Do 217, primavera 1944
Nella primavera del 1944, il V11 fu inviato nella zona di Veher Moor, tra Osnabrück e Oldenburg per tentare il recupero del relitto di un Dornier Do 217 precipitato. L'elicottero si schiantò durante il viaggio di andata e fu deciso per questo l'invio, l'11 maggio 1944, di un altro Fa 223, il V14: ai comandi del pilota Ten. Helmut Gerstenhauer e Karl Bode, l'elicottero, compiendo complessivamente 10 voli, trasportò le parti dei due velivoli smantellati dai luoghi di schianto fino ad una strada dove furono successivamente caricati su dei furgoni.

### Transportstaffel 40, inverno-primavera 1945
Nel gennaio 1945 fu costituita Mühldorf a.Inn in Baviera la Transportstaffel 40 (TS/40), l'unica squadriglia elicotteristica operativa della Luftwaffe equipaggiata con circa cinque Fa 223 ed altrettanti Flettner Fl 282 Kolibri utilizzati per compiti di osservazione, collegamento e trasporto. L'unità si riposizionò tra Ainring, lungo il confine austro-tedesco, e la Stiria, in Austria, rimanendovi fino alla fine della guerra. Con l'avanzata della 80ª Divisione di fanteria americana, due Fa 223 furono catturati integri mentre i rimanenti furono preventivamente distrutti dagli equipaggi in fuga.

### Volo di Danzica, febbraio-marzo 1945
A seguito di un ordine speciale emanato direttamente da Hitler, l'unico Fa 223 prodotto nello stabilimento di Tempelhof decollò la mattina del 26 febbraio 1945 con destinazione Danzica.
Ai comandi del Ten. Gerstenhauer e con a bordo altri due copiloti, l'apparecchiò volò in condizioni meteo avverse, nel bel mezzo dell'avanzata alleata e con pressanti problemi di rifornimento del carburante. Il primo giorno, a causa del maltempo, il Ten. Gerstenhauer perse l'orientamento e fu costretto ad atterrare a Crailsheim; con il miglioramento delle condizioni meteo decollò con destinazione Würzburg per il rifornimento di carburante raggiungendo infine Meiningen ove sostò la notte. Il giorno successivo puntò verso Werder ad una distanza di 315 km. Il terzo giorno continuò verso Stettino e Altdamm, ma il peggioramento delle condizioni meteo obbligo'  l'equipaggio ad una sosta a Prenzlau. I giorni successivi, nuovamente ostacolati dal maltempo, furono costretti a fermarsi a Stolp che si trovava a circa 100 km da Danzica.
L'arrivo a Danzica avvenne solamente la sera del 5 marzo 1945 quando oramai le difese cittadine erano sul punto di crollare di fronte all'avanzata dell'Armata Rossa. Fermi nella periferia della città in quanto impossibilitati a procedere oltre ed in attesa di nuovi ordini, l'equipaggio ricevette una richiesta di soccorso per un pilota di un Messerschmitt Bf 109 precipitato nella tormenta di neve. L'Fa 223 decollò verso la zona di ricerca e localizzò i rottami dell'aereo con a bordo il pilota ferito procedendo alla sua evacuazione verso un posto di medicazione.
Con la caduta della città e lo sfondamento delle forze sovietiche l'Fa 223 si trovò accerchiato e fu costretto a retrocedere verso le linee tedesche: rifornito di carburante e caricato con un bidone di 210 l di benzina aggiuntivi per rendere possibile il rifornimento lungo il percorso, l'elicottero puntò verso la base tedesca di Werder volando lungo la costa baltica attraverso Garz e sorvolando le linee russe.
Dal giorno del decollo fino all'atterraggio a Werder, l'Fa-223 coprì una distanza record di 1 675 km volando complessivamente per 16 h e 25 min senza manifestare guasti meccanici.

### Volo sul Canale della Manica, 6 settembre 1945
Dei 2 Fa 223 catturati dalle forze americane ad Ainring, il V15 fu imbarcato e inviato in USA per valutazione mentre il V14 fu consegnato agli inglesi. IL 6 settembre 1945 (altre fonti riportano il 25 luglio 1945) l'Fa 223 compì la prima traversata del Canale della Manica in elicottero al mondo, volando da Cherbourg, in Francia, verso la base della RAF di Beaulieu; l'elicottero era pilotato dall'ex Ten. Gerstenhauer (ufficialmente un POW) con a bordo lo Sqn. Ldr. Cable della RAF ed il Ten. Buvide della Riserva della US Navy. Il V14 fu successivamente distrutto il 3 ottobre 1945 a seguito della rottura dell'albero di trasmissione provocata probabilmente da un errato tensionamento dei cavi d'acciaio che assicuravano il motore.

### Sviluppi finali
Negli ultimi anni di guerra Henrich Focke progettò un elicottero pesante da trasporto costituito, per minimizzare i costi, da due Fa 223 accoppiati; si ritiene che la designazione del nuovo velivolo fosse Fa 284. Una porzione della sezione centrale di unione fra le due fusoliere fu ritrovata dagli Alleati ad Ochsenhausen.

## Utilizzatori
Germania
- Luftwaffe
  - Transportstaffel 40

### Periodo postbellico
Cecoslovacchia
- Češkoslovenske Vojenske Letectvo

operò con 2 esemplari realizzati dopo la fine del conflitto, ridesignati VR-1.
 Francia
- Armée de l'air

operò con un esemplare terminato dopo la fine del conflitto dalla Société nationale des constructions aéronautiques du sud-est, ridesignato SNCASE SE-3000.

## Velivoli comparabili
Stati Uniti
- Platt-Le Page XR-1
- McDonnell XHJH-1 Whirlaway

 Unione Sovietica
- Bratukhin Omega
- Bratukhin G-3